# Konferencja Episkopatu Iranu
Konferencja Episkopatu Iranu – instytucja zrzeszająca biskupów Kościoła katolickiego w Iranie. W tym państwie istnieje 6 diecezji katolickich: cztery chaldejskie i po jednej łacińskiej oraz ormiańskiej.

## Przewodniczący
- chaldejski arcybiskup teherański Youhannan Semaan Issayi (1980 – 1995)
- ormiański biskup isfahański Vartan Tékéyan ICPB (1995 – 1999)
- chaldejski arcybiskup urmijski Thomas Meram (2000 – 2003)
- łaciński arcybiskup isfahański Ignazio Bedini SDB (2003 – 2007)
- chaldejski arcybiskup teherański Ramzi Garmou (2007 – 2011)
- łaciński arcybiskup isfahański Ignazio Bedini SDB (2011 – 2015)
- chaldejski arcybiskup teherański (do 2018), następnie arcybiskup Diyarbakıru[a] i administrator patriarcharny archieparchi Ahwazu Ramzi Garmou (2015 – nadal)